# John Vanbrugh
John Vanbrugh (Londen, 24 januari 1664 – aldaar, 26 maart 1726) was een Engelse architect en toneelschrijver. Samen met  William Congreve, George Etherege, George Farquhar en William Wycherley wordt hij gerekend tot de Grote Vijf van het komische toneel van de Restauratie.

## Biografie
Vanbrugh was van Vlaamse afkomst. Een van zijn voorouders was als protestant naar Engeland gevlucht. Vanbrughs vader handelde in stoffen en later in suiker. Over Vanbrughs jeugd is weinig bekend, behalve dat het grote gezin (19 kinderen, van wie er zeven jong gestorven zijn) in 1667 van Londen naar Chester verhuisde.
Tussen januari en augustus 1686 verbleef Vanbrugh als soldaat op Guernsey. Het jaar daarop was hij vermoedelijk werkzaam als deurwaarder in Oxford. In die tijd moet hij betrokken zijn geraakt bij een complot om koning Jacobus II van Engeland af te zetten en Willem III van Oranje-Nassau in diens plaats op de troon te zetten. Het complot was uitgelekt, want toen Vanbrugh in september 1688 naar Frankrijk reisde, werd hij al in Calais gearresteerd op beschuldiging van spionage. Vier en een half jaar bracht hij door in Franse gevangenissen, waaronder de Bastille Saint-Antoine in Parijs. In 1692 werd hij vrijgelaten, maar hij mocht de eerste drie maanden Parijs nog niet verlaten. In 1693 keerde hij terug naar Engeland. Daar was inmiddels datgene gebeurd waar hij op hoopte: in november 1688 was Willem van Oranje bij Torquay geland en had binnen een maand de weinige troepen die Jacobus II nog trouw waren gebleven, onder de voet gelopen. Jacobus vluchtte naar Frankrijk. Deze omwenteling staat bekend als de Glorious Revolution.
Na alweer een korte periode in het leger, waarbij hij deelnam aan de zeeslag tegen de Fransen bij Camaret-sur-Mer in 1694, vestigde hij zich in Londen. Daar werd hij als enthousiast lid van de Whig-partij lid van de geestverwante Kit-Cat Club. Onder invloed van zijn collega-clubleden begon hij te schrijven en in 1696 werd zijn eerste toneelstuk The Relapse opgevoerd. Het jaar daarop volgde het tweede stuk waarop Vanbrughs roem berust, The Provoked Wife.
Het genre komedie waartoe de stukken van Vanbrugh behoren, werd door puriteinen en hun geestverwanten als immoreel en onzedelijk gezien. In 1698 gooide de predikant Jeremy Collier de knuppel in het hoenderhok met een geruchtmakend pamflet, A Short View of the Immorality and Profaneness of the English Stage, waarin hij de komedieschrijvers van het Restauratietijdperk aanviel. Enkele toneelschrijvers meenden zich te moeten verdedigen, en dat resulteerde in een pamflettenoorlog. Ook Vanbrugh nam daaraan deel met zijn pamflet A Short Vindication of The Relapse and The Provok'd Wife, from Immorality and Profaneness (1698).
Vanbrugh had geen echte opleiding tot architect. Hij leerde het vak in de praktijk. Tussen 1696 en zijn dood in 1726 was hij betrokken bij vele bouw-, herbouw- en verbouwprojecten. Doorgaans kreeg hij zijn opdrachten dankzij zijn uitgebreide netwerk van contacten. Vanbrugh was een typische vertegenwoordiger van de barokarchitectuur. Zijn bekendste bouwwerk is Blenheim Palace in Woodstock.
In 1703 liet Vanbrugh aan de Haymarket in Londen een nieuwe schouwburg bouwen, op eigen kosten en naar eigen ontwerp. Hij werd directeur, maar de exploitatie van de schouwburg werd nooit lonend. In 1708 verkocht hij de onderneming met verlies.
In 1719 trouwde de toen 55-jarige Vanbrugh met de 26-jarige Henrietta Maria Yarborough. Ze kregen twee zoons. Vanaf 1717 woonde de familie in een door Vanbrugh ontworpen huis in Greenwich, dat nu bekendstaat als Vanbrugh Castle.
In 1723 werd Vanbrugh door koning George I tot ridder geslagen. Hij mocht zich nu Sir John Vanbrugh noemen. Hij overleed tamelijk onverwachts in 1726 aan een astma-aanval.

## Werken

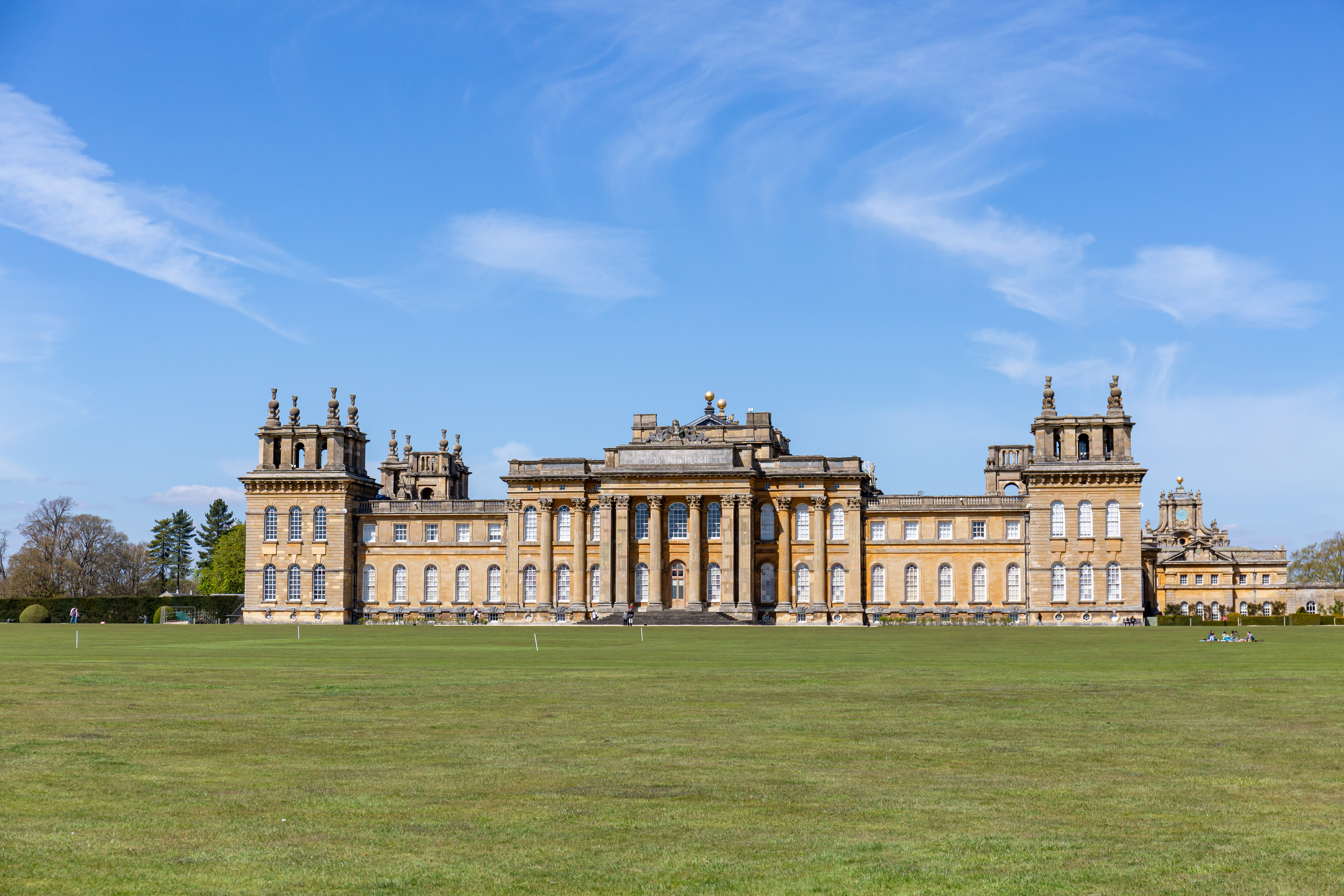
Blenheim Palace.

### Toneelschrijver
Vanbrugh was een van de laatste vertegenwoordigers van de ‘Restoration comedy’, de komedie van het Restauratietijdperk. De karakters in zo’n stuk zijn mensen uit de hoogste kringen, die een losbandig leven leiden. Ze spreken vrijmoedig over seks en over hun veroveringen (dit tot ergernis van de puriteinen en hun geestverwanten). De stukken van Vanbrugh zijn geen uitzondering. Bijzonder is wel dat hij, in overeenstemming met zijn radicale opvattingen, vaak opkomt voor de rechten van de vrouw. Lady Brute uit The Provoked Wife heeft genoeg van haar tirannieke echtgenoot Sir John Brute en neemt een minnaar. Dit wordt niet behandeld als iets afkeurenswaardigs.
Een vast karakter in deze komedies is de ‘fop’, de fat. De fat is de man die erbij wil horen, maar de regels van het spel niet helemaal begrijpt. Meestal loopt het slecht met hem af. Lord Foppington in The Relapse moet toezien hoe zijn jongere broer de vrouw van zijn keuze voor zijn neus wegkaapt.
Alleen The Relapse, The Provoked Wife en het onvoltooide A Journey to London zijn originele stukken van Vanbrugh. De overige komedies zijn bewerkingen van andermans stukken:
- The Relapse, or Virtue in Danger (1696) was een vervolg op Love's Last Shift van de toneelschrijver en acteur Colley Cibber. Cibber speelde in beide toneelstukken de rol van Lord Foppington. In 1777 publiceerde Richard Brinsley Sheridan een bewerking van The Relapse: A Trip to Scarborough.
- Æsop (1697) was een bewerking van Ésope à la ville, een komedie van de Franse schrijver Edme Boursault.
- The Provoked Wife (1697) was Vanbrughs tweede originele stuk.
- The Pilgrim (1700) was een bewerking van het gelijknamige stuk van John Fletcher.
- The False Friend (1702) was een bewerking van La traición busca el castigo van de Spaanse schrijver Francisco de Rojas Zorrilla.
- The Country House (1703?) was een bewerking van La maison de campagne van de Franse schrijver Florent Carton dit Dancourt.
- The Confederacy (1705) was een bewerking van Les bourgeoises à la mode van dezelfde Dancourt.
- The Mistake (1705) was een bewerking van Le dépit amoureux van de Franse schrijver Molière.
- The Provoked Husband, or A Journey to London (1728) was onvoltooid toen Vanbrugh in 1726 overleed. Colley Cibber heeft het stuk afgemaakt, maar niet in de geest van Vanbrugh. Vanbrugh had het stuk willen laten eindigen met een echtscheiding; in Cibbers versie verzoenen de echtelieden zich op het eind.

In zijn gedicht ‘Vanbrug’s House’ (twee versies, 1703 en 1708) dreef Jonathan Swift de spot met Vanbrughs neiging om andermans stukken te bewerken in plaats van originele stukken te schrijven. Jupiter schenkt ‘de dichter Van’ de gave om tegelijk te schrijven en te bouwen. Terwijl hij een toneelstuk schrijft, wordt het Palace of Whitehall, dat in 1698 door een brand verloren was gegaan, opnieuw opgebouwd. Helaas pakt ‘Van’ een Frans toneelstuk, dat hij gaat bewerken. Het nieuwe paleis is in proportie met zijn originaliteit, en dus een nietig gebouwtje.
Inderdaad bouwde Vanbrugh in 1703 tussen de ruïnes van het paleis een bescheiden huisje voor zichzelf (dat in 1898 is afgebroken). Vanbrugh kon Swifts gedicht niet waarderen.

### Architect

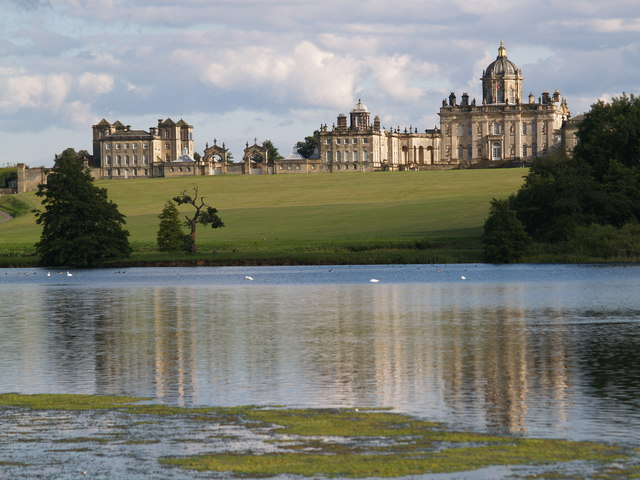
Castle Howard

Enkele bekende bouwwerken van Vanbrugh zijn:
- Blenheim Palace in Woodstock;
- Castle Howard in Yorkshire;
- de verbouwing van Grimsthorpe Castle in Lincolnshire;
- de herbouw van Kimbolton Castle in Kimbolton;
- Kings Weston House in Kingsweston bij Bristol;
- Seaton Delaval Hall in Northumberland.

## Noot
1. ↑  Vanbrugh is gedoopt op 24 januari 1664; het is niet bekend of dat ook zijn geboortedatum is.

- Bibsys: 90196588
- Bibliothèque nationale de France: cb11927625z (data)
- Biografisch Portaal: 68901071
- CiNii: DA02081910
- Gemeinsame Normdatei: 11862606X
- International Standard Name Identifier: 0000 0001 2119 2775
- Library of Congress Control Number: n50045023
- Nationale Bibliotheek van Tsjechië: ola2003174857
- Nationale bibliotheek van Australië: 35577217
- Nationale Bibliotheek van Israël: 987007275314905171
- Nationale Bibliotheek van Polen: a0000001916255
- Nationale en Universitaire bibliotheek Zagreb: 000013553
- Nederlandse Thesaurus van Auteursnamen: 068651821
- RKD-Nederlands Instituut voor Kunstgeschiedenis: 243606
- Istituto Centrale per il Catalogo Unico: VEAV033757
- LIBRIS: 209732
- SNAC: w6p84pq0
- Système universitaire de documentation: 027176665
- Trove: 1001710
- Union List of Artist Names: 500004345
- Virtual International Authority File: 7398042
- WorldCat: E39PBJfh8XGjQBXMJgWM7t384q